# St. Gallenkirch
St. Gallenkirch, Sankt Gallenkirch – gmina w Austrii, w kraju związkowym Vorarlberg, w powiecie Bludenz. Według Austriackiego Urzędu Statystycznego liczyła 2146 mieszkańców (1 stycznia 2015).